# Isaac Bayley Balfour

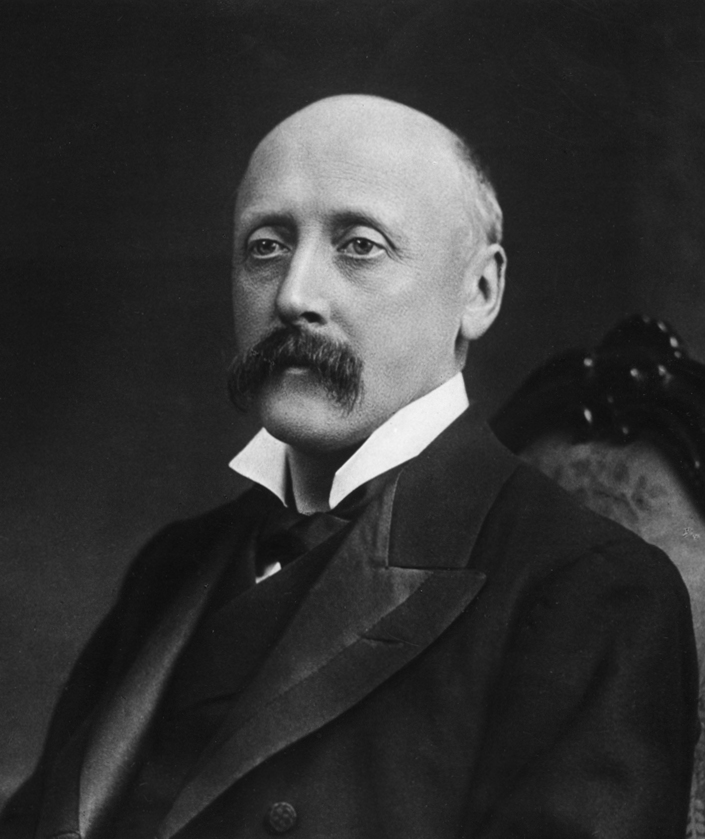
Isaac Bayley Balfour, antes de 1900

Isaac Bayley Balfour (Edimburgo, 31 de marzo de 1853 - Haslemere, Surrey, 30 de noviembre de 1922) fue un botánico escocés. Era hijo del botánico John Hutton Balfour y primo del psiquiatra James Crichton-Browne.

## Biografía
Balfour estudió en la Academia de Edimburgo de 1864 a 1870. En esta primera etapa sus intereses y habilidades se centraron en las ciencias biológicas, que le fueron enseñadas por su padre. Debido al puesto de su padre como profesor de botánica en Edimburgo, el joven Balfour pudo visitar el Jardín Botánico de Edimburgo, no abierto al público en aquella época.
Estudió en la Universidad de Edimburgo, de la que se graduó con matrícula de honor en 1873, y en las Universidades de Warzburg y de Estrasburgo.
En 1874, Balfour participó en una expedición astronómica a Rodrigues. Aunque el objetivo declarado de la misión era observar Venus, Balfour aprovechó la oportunidad para investigar la flora local y, a su regreso, el trabajo de campo que había realizado le permitió obtener su doctorado
En 1879, su padre renunció a la cátedra de Edimburgo, el profesor de Glasgow Alexander Dickson (1836-1887) fue nombrado en su lugar, y el joven Balfour fue promovido a la cátedra de Profesor Regio de Botánica de Glasgow desde 1879 hasta 1885. También dirigió una expedición a Socotra en 1880
En 1884 fue nombrado catedrático de botánica de la Universidad de Oxford y ese mismo año se casó con Agnes Boyd Balloch.
Sin embargo, fue tras su regreso a Edimburgo para ocupar la antigua cátedra de su padre como profesor de Botánica desde 1888 hasta 1922 cuando Balfour dejó su huella, ya que también fue nombrado 9.º Conservador Regio del Real Jardín Botánico de Edimburgo. Su padre había ampliado mucho los jardines botánicos durante su mandato, pero Balfour los transformó por completo. Tras haber saneado sus finanzas al transferirlos a la corona, Balfour se dedicó a reformar a fondo los jardines, estableciendo un instituto botánico propio y remodelando en gran medida el trazado de los jardines para disponer de un arboreto propio, construyendo nuevos laboratorios y mejorando las instalaciones científicas. Fue galardonado con la KBE en la lista de honores civiles de guerra de 1920.
Murió en Court Hill, Haslemere, en Surrey.

## Intereses específicos
Se interesó en la flora chino-himalaya, poniéndose en contacto con botánicos y recolectores como Reginald Farrer. Farrer proporcionó valiosa información a Balfour y al Real Jardín Botánico de Edimburgo enviándoles sus ilustraciones y notas de campo, así como especímenes botánicos y semillas que coleccionaba.

## Honores, calificaciones y reconocimientos
- 1873: Bachiller de Ciencias (BSc) premiado con honores de primera clase, Universidad de Edimburgo
- 1873-1878: Conferencista en Botánica, Real Colegio de Veterinaria, Edimburgo
- 1875: Doctor en Ciencias (DSc) premiado, Universidad de Edimburgo
- 1877: Bachiller de Medicina, Bachiller de Cirugía (MB, CM), Premiado, Universidad de Edimburgo
- 1877: Miembro Electo de la Real Sociedad de Edimburgo
- 1879: Profesor de Botánica, Universidad de Glasgow
- 1884: Master de Artes (MA) Premiado, Universidad de Oxford
- 1884: electo Miembro de la Real Sociedad
- 1884: Profesor de Botánica, Universidad de Oxford
- 1897: Medalla de Honor Victoriana, Royal Horticultural Society
- 1901: Doctor en Leyes (LLD) Premiado, Universidad de Glasgow
- 1919: Medalla linneana, Linnean Society
- 1921: Awarded Honorary Doctor of Laws degree (LLD), Univ. de Edimburgo

### Eponimia
- (Clusiaceae) Hypericum balfourii N.Robson[5]
- (Crassulaceae) Balfouria balfourii (Raym.-Hamet) H.Ohba[6]
- La abreviatura «Balf.f.» se emplea para indicar a Isaac Bayley Balfour como autoridad en la descripción y clasificación científica de los vegetales.[7]